# Bockel (Wietzendorf)
Bockel (niederdeutsch/plattdüütsch Baukel) ist ein Ortsteil der Gemeinde Wietzendorf im Landkreis Heidekreis, Niedersachsen. Ortsvorsteher ist Heinrich Borchers.

## Lage
Bockel liegt in der Lüneburger Heide. Bockel umfasst die Orte und Weiler Lehmberg, Lührsbockel, Dehnernbockel, Langemannshof, Wroge, Moorkate und Flottwedel. Das Ortsbild ist durch teilweise weit auseinanderliegende Höfe und Häuser geprägt.
Nördlich begrenzt wird der Ortsteil durch die A7. Ganz im Süden bildet die   Kriegsgräberstätte Becklingen War Cemetery die Grenze zum Landkreis Celle.

## Geschichte
Bis 1938 war die Gemeinde Bockel Teil des früheren Landkreises Fallingbostels. Da das Gebiet des neu angelegten Truppenübungsplatzes Bergen die Gemeinde vom Rest des Kreises abtrennte, wurde sie 1938 dem Landkreis Soltau zugeordnet. 1951 wurde der britische Soldatenfriedhof Becklingen War Cemetery angelegt.
Die Einwohnerzahlen betrugen 1939 insgesamt 199 und stiegen zum 6. Juni 1961 auf 222 Einwohner, seitdem sind sie gesunken. 
Am 1. März 1974 wurde Bockel in die Gemeinde Wietzendorf eingegliedert.

## Sonstiges
- Ortsvorsteher ist Mathias Stelter. (Stand 2021)
- In Bockel gibt es keine Straßenbezeichnungen, sondern nur Hausnummern, nach denen sich Einwohner, Postboten, Lieferanten und Besucher orientieren müssen.

## Wirtschaft
Die Ortschaft ist landwirtschaftlich geprägt, es gibt Milchviehwirtschaft, Ackerbau, Schweinezucht und Rindermast. Auch eine Biogasanlage ist in Betrieb. Für Besucher stehen Ferienwohnungen und ein Heuhotel zur Verfügung.
Direkt an der Anschlussstelle Soltau-Süd wurde 1996 das etwa 15 Hektar großes Gewerbegebiet Lührsbockel erschlossen. Dort haben sich unter anderem ein Autohof mit Gastronomie und Tankstelle und mehrere größere Firmen niedergelassen. So verlegte beispielsweise die Firma Nedexco Logistics Deutschland ihren Firmensitz von Meppen dorthin.

## Verkehr
Auf knapp acht Kilometern Länge führt die Bundesstraße 3 durch den Ort. Die Anschlussstelle Soltau-Süd an die A 7 liegt ebenfalls auf dem Gebiet von Bockel.
Die Ortschaft Lührsbockel war Haltestelle an der Bahnstrecke Celle–Soltau, auf der kein regelmäßiger Personenverkehr mehr stattfindet.

## Söhne und Töchter der Gemeinde
- Hermann Wrogemann (1899–1985), deutscher Politiker (NLP) und niedersächsischer Landtagsabgeordneter